# Run (Lighthouse Family)
Run è un singolo del duo musicale britannico Lighthouse Family, pubblicato nel 2002 ed estratto dal loro terzo album in studio Whatever Gets You Through the Day.
Il brano è stato scritto da Paul Tucker.

## Tracce
- CD

1. Run (Radio Edit)
2. Run (Dusted Vocal Mix)
3. Run (Ernest Saint Laurent Mix)
4. Run (Phunk Investigation Club Mix)
5. Run (Phunk Investigation Club Mix)